# FC Merani Martvili
Maillots
Le Football Club Merani Martvili (en géorgien : საფეხბურთო კლუბი მერანი მარტვილი), plus couramment abrégé en Merani Martvili, est un club géorgien de football fondé en 1955 et basé dans la ville de Martvili.

## Historique
Le club est fondé en 1955 sous le nom de Salkhino Gegechkori, Gegechkori étant le nom de la ville de Martvili sous l'ère soviétique. Le club sera renommé Chkondidi Martvili puis Salkhino Martvili avant de prendre en 2007 le nom de Merani Martivili,.
Le club connaît sa première participation en première division géorgienne lors de la saison 2011-2012, terminant à la huitième place.
En 2016, le FC Merani Martivili atteint la finale de la Coupe de Géorgie de football, et est défait par le Torpedo Koutaïssi sur le score de 2 buts à 1.

## Palmarès
| Compétitions nationales                     |
| ------------------------------------------- |
| - Coupe de Géorgie : - Finaliste : 2015-16. |

## Entraîneurs du club
- Malkhaz Zhvania (1er juillet 2007 - 7 octobre 2013)
- Zurab Ionanidze (2014)
- Vodolymyr Lobas